# Poliarsita
La poliarsita és un mineral de la classe dels fosfats.

## Característiques
La poliarsita és un arsenat de fórmula química Na₇CaMgCu₂(AsO₄)₄F₂Cl. Va ser aprovada com a espècie vàlida per l'Associació Mineralògica Internacional l'any 2019, i encara resta pendent de publicació. Cristal·litza en el sistema monoclínic.
L'exemplar que va servir per a determinar l'espècie, el que es coneix com a material tipus, es troba conservat a les col·leccions del Museu Mineralògic Fersmann, de l'Acadèmia de Ciències de Rússia, a Moscou (Rússia), amb el número de registre: 5417/1.

## Formació i jaciments
Va ser descoberta a la fumarola Arsenàtnaia, que es troba al segon con d'escòria de l'avanç nord de la Gran erupció fissural del volcà Tolbàtxik (Krai de Kamtxatka, Rússia). Aquest indret és l'únic a tot el planeta on ha estat descrita aquesta espècie mineral.